# Đảo Savary
Đảo Savary là một hòn đảo thuộc British Columbia, Canada. Nằm ở phần phía bắc của eo biển Georgia, nó cách 144 km (89 dặm) về phía tây bắc của Vancouver. Đảo rộng khoảng 0,8-1,5 km và dài 7,5 km (4,7 dặm). Toàn đảo có khoảng 100 dân cư sinh sống, mùa hè dân số trên đảo đôi khi vượt quá 2.000 người.